# Ледебур, Карл Фридрих фон
Карл Христиа́н Фри́дрих (Карл Фри́дрихович) фон Ледебу́р (нем. Carl Friedrich von Ledebour; 8 июля 1785, Штральзунд — 4 июля 1851, Мюнхен, Германия) — немецкий учёный, педагог и путешественник на русской службе. Автор первой полной Флоры сосудистых растений России, основатель первой в России школы флористов-систематиков.
Член-корреспондент Петербургской Академии наук (избран 25 мая 1814 года).

## Биография
Родился 8 июля 1785 года в Штральзунде (Шведская Померания); был сыном шведского военного ревизора Иоганна Ледебура, умершего в том же году, незадолго до рождения сына. Он не принадлежал к вестфальскому дворянскому роду фон Ледебур. Его матерью была Анна Мария Хагеманн, с 1799 года — директор женской школы в Барте.
Окончил медицинский факультет Грейфсвальдского университета, где в мае 1805 года защитил магистерскую диссертацию.
После приглашения в Россию в 1805 году был назначен директором ботанического сада в Дерпте. С 1811 по 1836 год был ординарным профессором естественной истории физико-математического факультета в Дерптского университета; до 1822 года заведовал университетским естественно-историческим кабинетом. В 1815 году женился на Элизабет фон Мирбах (1786—1863).  Детей у пары не было, и они усыновили девочку.
В 1818 году побывал в Крыму, но прожил там всего несколько месяцев, поэтому в научном отношении поездка не оправдала надежд, которые были с ней связаны.

### Экспедиция на Алтай
Ледебур стремился создать максимально полный сводный труд по систематике растений России. Этому должна была способствовать и его экспедиция на Алтай и в Восточный Казахстан (1826), средства на которую (в размере 20 тыс. рублей) выделили Дерптский университет и министр финансов Е. Ф. Канкрин. В экспедиции участвовали ученики Ледебура А. Бунге и К. Мейер.
Это была первая ботаническая экспедиция, обследовавшая весь Алтай. До экспедиции Ледебура кое-что было известно из работ Палласа, Патрена и Шангина только о растительности западной части Алтая. Растительность Восточного и Центрального Алтая никто до экспедиции Ледебура ещё не изучал. Ледебур проехал из Барнаула в Змеиногорск и затем путешествовал по Западному и Юго-Западному Алтаю. Он побывал в Риддере, Зыряновске, обследовал местность вдоль Иртыша, поднимался к истокам рек Убы, Чарыша и Ини. Потом побывал на Катуни в Уймоне, перевалил через хребет Б. Листвяга, дошёл до границ Китая.
Экспедиция работала более 9 месяцев, её итоги отражены в ряде трудов, в том числе в «Путешествии по Алтайским горам и джунгарской Киргизской степи», изданной на немецком языке в Берлине в 1829—1830.
Учёные дали научное описание местной флоры и фауны, став первооткрывателями многих растений (около 400 новых видов), которые и поныне носят их имена. Были собраны также уникальные минералогические и зоологические коллекции и этнографический материал о быте русских, алтайцев, казахов, киргизов. Немало было и археологических находок.
В отчёте об экспедиции Ледебур писал:

В течение нашего путешествия мы послали в ботанические сады 42 ящика с живыми растениями и семенами, которые, за небольшим исключением, благополучно прибыли к месту назначения. Возвращаясь из путешествия, я вёз с собою коллекцию высушенных растений, а также минералогические и зоологические коллекции, которыми были нагружены несколько подвод: позже прибыло ещё немало животных, доставленных из одного высокогорного села и приобретённых мною за определённую сумму.
Всего было собрано около 1600 видов растений (не считая нескольких споровых). Почти четверть этого количества состоит из новых видов. Ботанический сад получил около 1300 видов живых растений и семян, из которых почти 500 видов до сих пор не культивировались в садах. Немало их было роздано в другие сады.
Зоологические коллекции отчасти из-за вышеуказанных причин, отчасти же потому, что некоторых животных можно было получить только зимой, оказались менее разнообразными, чем я ожидал. Кроме того, горы гораздо беднее животными, чем степи, поэтому большая часть зоологическом добычи собрана д-ром Мейером; однако вскоре после моего отъезда были привезены заказанные у жителей горных селений кабарги, горные козлы и другие животные, которых можно было застрелить только зимой. Всего мы собрали 665 видов животных различных семейств, а именно: млекопитающих — 21 вид, птиц — 64 вида, амфибий — 23 вида, рыб — 7 видов, насекомых — около 550 видов; некоторые виды более редкие, как, например, горные козлы, антилопы, кабарги, были представлены несколькими экземплярами. Были собраны также разные крупные черепа и рога каменного козла, архара и т. п.
Из минералов мы привезли, кроме многих горных пород, найденных д-ром Мейером в Киргизских степях, диоптаз, который был передан в минералогический кабинет.

Местный музей получил от нас также несколько древностей хотя и небольшой ценности, найденных в чудских могилах.
По результатам флористических исследований в 1829—1831 годах Ледебур издал книгу «Флора Алтая» в 4-х томах, а в 1829—1834 — роскошно иллюстрированное издание с 500 рисунками растений и описанием их на латинском языке — «Icones plantarum novarum vel imperfecte cognitarum floram Rossicam, imprimis Altaicam, illustrantes». Иллюстрации, изображавшие новоописанные растения Алтая, вызвали восхищение у самого Иоганна Вольфганга Гёте: «…замечательное сочинение, вводящее много новых видов».
Вместе с этим, по данным телепроекта «Искатели», одной из целей экспедиции Ледебура на Алтай была проверка фактов недосдачи серебра и золота, выплавляемого на Змеиногорском руднике. Исследователи установили, что Ледебур сумел получить сведения о нелегальной выплавке благородных металлов, что в итоге привело к увольнению управляющего рудником.
В 1836 году Ледебур вышел в отставку и возвратился в Германию.

## Творческое и научное наследие
«Флора Алтая» стала основой первой полной сводки о растениях со всей территории России — «Flora Rossica». Этот капитальный труд, в котором описано 6 522 видов в 1 139 родах и 146 семействах и который до сих пор является единственным в своём роде, осуществлён Ледебуром на личные средства министра финансов графа Е. Ф. Канкрина (издан на латыни в Штутгарте в 1842—1853 в 4 томах).
Сборы Ледебура входят сейчас в гербарий БИН РАН.
В память о Ледебуре одна из гор на Алтае названа его именем.
Роды растений, описанные Ледебуром:
- Brachyactis Ledeb. семейства Asteraceae
- Cystanche Ledeb. семейства Scrophulariaceae
- Epipogon Ledeb. семейства Orchidaceae
- Phloiodicarpus Turcz. ex Ledeb. семейства Apiaceae.

В знак признания научных заслуг Ледебура ботаники назвали его именем роды растений Ледебурия (Ledebouria Roth, 1821) семейства Hyacinthaceae и Ledebouriella H.Wolff семейства Apiaceae, а также множество видов, некоторые из которых:
- Achillea ledebourii Heimerl — Тысячелистник Ледебура
- Alchemilla ledebourii Juz. — Манжетка Ледебура
- Asparagus ledebourii Miscz. — Спаржа Ледебура
- Catabrosa ledebourii Punina & Nosov — Поручейница Ледебура
- Euphorbia ledebourii Boiss. — Молочай Ледебура
- Ixiolirion ledebourii Fisch. & C.A. Mey. — Иксилирион Ледебура
- Jurinea ledebourii Bunge. — Наголоватка Ледебура
- Koeleria ledebourii Domin — Тонконог Ледебура
- Lathyrus ledebourii Trautv. — Чина Ледебура
- Lilium ledebourii (Baker) Boiss. — Лилия Ледебура
- Rhododendron ledebourii Pojark., 1952 — Рододендрон Ледебура
- Tilia ledebourii Borbas — Липа Ледебура
- Trollius ledebourii Rchb. — Купальница Ледебура

## Печатные труды
- Plantae novae Rossiae meridionalis ex Asperifoliarum familia. — 1820  (лат.)
- Monographia generic Paridum. — Дерпт, 1827  (лат.)
- Commentarius in J. G. Gmelini Floram sibiricam. — 1841  (лат.)
- О путешествии Ледебура, Мейера и Бунге по Алтайским горам и частью по Киргиз-Кайсацкой степи // Азиатский вестник. 1826. Кн. 9-10. С. 130—137
- Отчёт, представленный Совету Императорского Дерптского университета ординарным профессором статским советником Ледебуром 19-го марта 1827 года, о предпринятом с Высочайшего разрешения в 1826 году учёном путешествии по Алтайским горам // Записки, издаваемые Департаментом народного просвещения. 1827. Кн. 3. С. 254—278
- Reise durch das Altai-Gebirge und die soongorische Kirgisen-Steppe. Berlin, 1829—1830. Th. 1-2  (нем.)
- Flora altaica. Berolini, 1829—1832. Th. I—IV  (лат.)
- Icones plantarum novarum vel imperfecte cognitarum floram Rossicam, imprimis Altaicam, illustrantes. Rigae, Londoni, Parisis, 1829—1934. Cent. I—V  (лат.)
- Flora Rossica sive Enumeratio Plantarium in Totus Imperii Rossici Provinciis Europaeis, Asiaticis et Americanis hucusque Observatarum. Auctore Dr. Carolo Friderico A Ledebour, Botanices Professore emerito, Augustissimi Rossiae Imperatoris a consiliis status, insignibus muneris sine probro exsecuti ornato, ordinnm St. Wladimiri tertiae classis, St. Annae secundae classis Corona Imperiali decorat., Ludovici darmstadt. Commendator., Aquilae rubrae borussic. et Dannebrogici Equite, Academiar. et Societat. litterar. plur. Sodali. — Stuttgartiae: Sumtibus Librariae E. Schweizerbart, 1853. — Т. Volumen IV. Accedit Index ad totum opus pertinens. — 741 с.
- Ледебур К. Ф., Бунге А. А., Мейер К. А. Путешествие по Алтайским горам и джунгарской Киргизской степи. Новосибирск, Наука, Сиб. изд. фирма, 1993